# ايتور اريغي ارييتا
ايتور اريغي ارييتا (بالإسبانية: Aitor Arregi Arrieta)‏ (19 مايو 1990 بفيرغارا في إسبانيا - ) هو لاعب كرة قدم إسباني في مركز الدفاع. لعب مع نادي إيبار ونادي قادش وإيبار ب.

## روابط خارجية
- ايتور اريغي ارييتا على موقع قاعدة بيانات كرة القدم.إي يو (الإنجليزية)
- ايتور اريغي ارييتا على موقع Soccerway.com (الإنجليزية)
- ايتور اريغي ارييتا على موقع AS.com (الإسبانية)